# Wilhelm Hesse
Wilhelm Hesse (* 27. Dezember 1901 in Stadtoldendorf; † 21. August 1968 in Siegen) war ein deutscher Lehrer, NSDAP- und SS-Mitglied (SS-Nummer 351.245) und von 1933 bis 1945 Oberbürgermeister der Stadt Braunschweig.

## Leben

### Frühe Jahre
1916 bis 1922 besuchte Hesse das Lehrerseminar in Braunschweig. Während er zwischen 1922 und 1924 als Volksschullehrer tätig war, bereitete er sich selbst auf das Abitur vor; anschließend studierte er von 1922 bis 1927 Mathematik und Naturwissenschaften an den Universitäten Braunschweig und Göttingen. 1926 promovierte er zum Dr. phil. und trat 1927 in den braunschweigischen Schuldienst ein. 1929 wurde er zum Studienrat befördert.

### Zeit des Nationalsozialismus
Zum 1. Oktober 1930 trat Hesse der NSDAP bei (Mitgliedsnummer 335.579) und gründete 1931 die nationalsozialistische Braunschweiger Tageszeitung, das Sprachrohr und Propagandaorgan der NSDAP in Stadt und Land Braunschweig. Von 1932 bis 1938 war er Kreisleiter von Braunschweig Stadt und gehörte seit Frühjahr 1933 dem Braunschweigischen Landtag an.
Hesse wurde Staatsbeauftragter beim Rat der Stadt Braunschweig und sorgte in dieser Position im Zeitraum vom 8. April bis 6. November 1933 dafür, dass Demokraten aus der Stadtverwaltung durch Entlassungen und Zwangspensionierungen entfernt wurden, um die so frei gewordenen Stellen anschließend durch Nationalsozialisten zu besetzen.
Am 18. Oktober 1933 wurde Hesse zum Oberbürgermeister gewählt und damit Nachfolger des von den Nationalsozialisten aus dem Amt vertriebenen Ernst Böhme (SPD). Am 1. April 1943 meldete er sich freiwillig zum Kriegseinsatz und geriet in sowjetische Kriegsgefangenschaft. In der Zeit seiner Abwesenheit wurde Hesse von Hans-Joachim Mertens im Amte vertreten. Amtsnachfolger Mertens’ wurde der parteilose Jurist Erich Bockler, der am 12. April 1945 Braunschweig kampflos an die US-Army übergab.

### Nachkriegszeit
Nach dem Ende des Zweiten Weltkrieges enthob ihn die Militärregierung in Abwesenheit seines Oberbürgermeisteramtes. Der am 11. April 1945 von Ministerpräsident Dietrich Klagges eingesetzte Bockler blieb bis 31. Mai 1945 im Amt. Ihm folgte ab 1. Juni 1945 wieder Ernst Böhme, der 1933 von den Nationalsozialisten aus dem Amt gedrängt worden war. Nachdem Hesse am 31. Januar 1948 aus der Gefangenschaft zurückgekehrt war, verurteilte ihn das Spruchgericht in Bielefeld wegen seiner SS-Zugehörigkeit zu einer Gefängnisstrafe von zwei Jahren, welche aber aufgrund seiner mehrjährigen Kriegsgefangenschaft umgehend als verbüßt galt.
Anschließend versuchte Hesse wieder in den braunschweigischen Schuldienst aufgenommen zu werden, was aber 1951 endgültig abgelehnt wurde.

## Schriften
- Die Abhängigkeit der Viscosität von der Temperatur bei unterkühlten Flüssigkeiten. Mathematisch-naturwissenschaftliche Dissertation. Voss, Göttingen 1926, DNB 570337720.